# Colossal
Colossal is een Canadees-Spaanse komische sciencefictionfilm uit 2016, geschreven en geregisseerd door Nacho Vigalondo. De film ging op 9 september in première op het internationaal filmfestival van Toronto.

## Verhaal
Gloria is een werkloze schrijfster met een alcoholprobleem. Door haar irritant gedrag wordt ze door haar vriend de deur uitgezet. Ze kan dus niet meer hun appartement in New York in waardoor ze verplicht is naar haar geboortedorpje terug te keren. Ze wordt er opgevangen door haar jeugdvriend Oscar die haar een onderdak, een oude televisie en een job in zijn café aanbiedt. Werken in het café helpt haar niet echt met haar drankprobleem omdat ze na haar werk met Oscar en zijn vrienden Garth en Joel uitgaat en drinkt tot in de vroege uren. Ze slaapt haar kater meestal weg op een bank op een nabijgelegen speelpleintje.
Op een dag verschijnt een gigantische Kaiju in Seoel die dood en verderf zaait en wanneer Gloria dit op televisie ziet voelt ze een verbondenheid met het monster. Ze komt tot de ontdekking dat ze op het speelpleintje het monster kan besturen dat ze waarschijnlijk zelf gecreëerd heeft.

## Rolverdeling
| Acteur           | Personage |
| ---------------- | --------- |
| Anne Hathaway    | Gloria    |
| Jason Sudeikis   | Oscar     |
| Dan Stevens      | Tim       |
| Austin Stowell   | Joel      |
| Tim Blake Nelson | Garth     |

## Productie
De filmopnamen gingen van start in Vancouver in oktober 2015 en liepen tot 25 november. De film kreeg overwegend positieve kritieken van de filmcritici, met een score van 78% op Rotten Tomatoes.

## Prijzen en nominaties
De belangrijkste:
| Jaar | Prijs                 | Categorie                       | Genomineerde(n) | Uitslag  |
| ---- | --------------------- | ------------------------------- | --------------- | -------- |
| 2016 | Austin Fantastic Fest | Fantastic Features - Beste film | Nacho Vigalondo | Gewonnen |